# جيمي كانليف
جيمي كانليف (بالإنجليزية: Jimmy Cunliffe)‏ (5 يوليو 1912 في المملكة المتحدة - 1 نوفمبر 1986) هو لاعب كرة قدم بريطاني (وحمل سابقاً جنسية المملكة المتحدة لبريطانيا العظمى وأيرلندا) في مركز الهجوم. شارك مع منتخب إنجلترا لكرة القدم. أما مع النوادي، فقد لعب مع نادي إيفرتون.

## وصلات خارجية
- جيمي كانليف على موقع ناشيونال فوتبول تيمز (الإنجليزية)